# Juan de Amézqueta

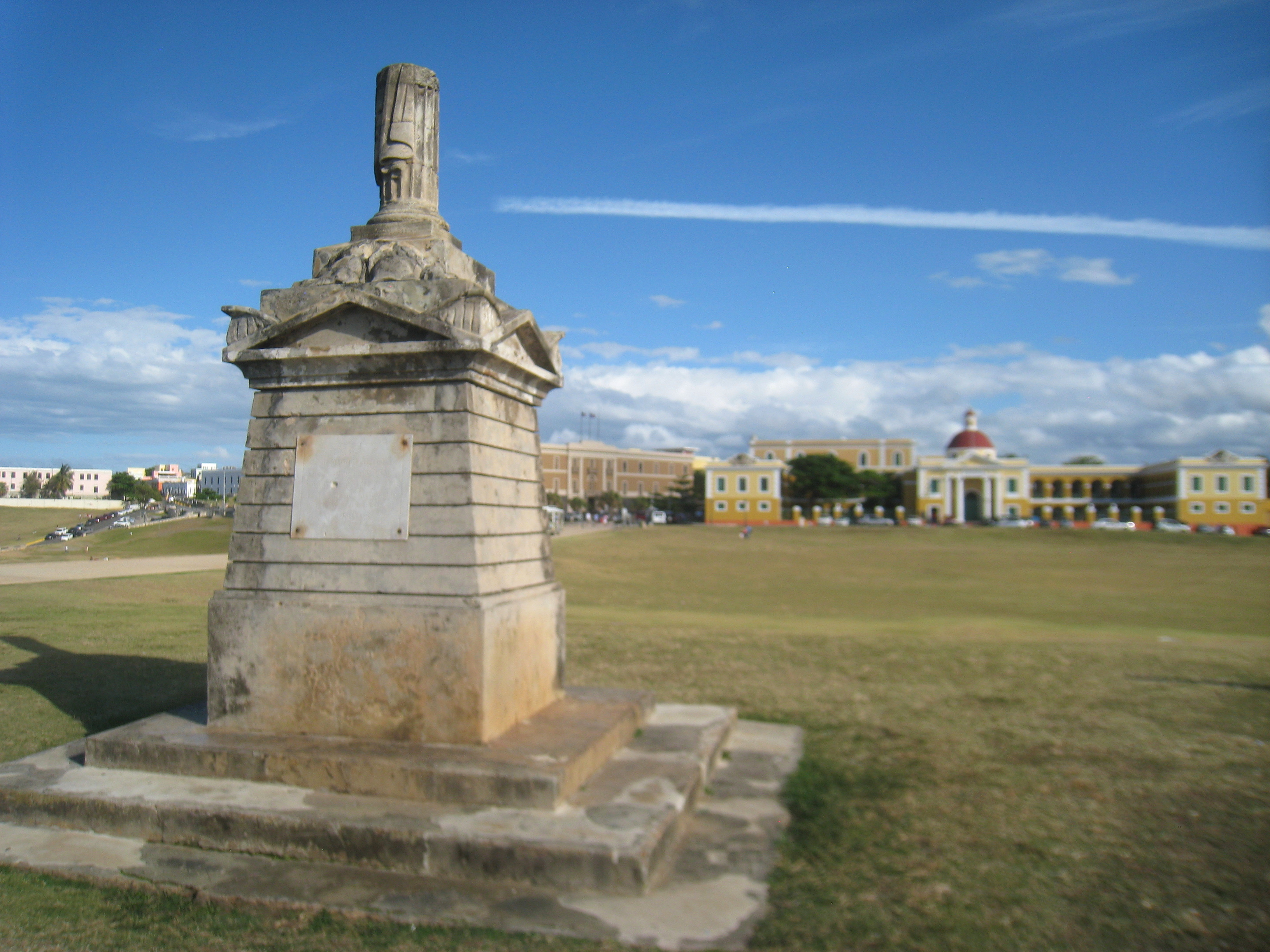
Monumento a Juan de Amézqueta en el Morro.

Juan de Amézqueta y Quijano (San Sebastián, Guipúzcoa, 1595-San Juan de Puerto Rico, ??), era un capitán de la milicia hispana que defendía San Juan de Puerto Rico de una invasión por los holandeses en 1625. Luchó e hirió al capitán Balduino Enrico (Boudewijn Hendricksz), mando enviado por las Provincias Unidas para capturar Puerto Rico.
José de Andino y Amézquita periodista y político sanjuanero es descendiente suyo.